# HMS Talybont (L18)
HMS Talybont (L18) là một tàu khu trục hộ tống lớp Hunt Kiểu III của Hải quân Hoàng gia Anh Quốc được hạ thủy và nhập biên chế năm 1943. Nó đã hoạt động trong thời gian còn lại Chiến tranh Thế giới thứ hai, ngừng hoạt động năm 1947 và bị bán để tháo dỡ năm 1961.

## Thiết kế và chế tạo
Talybont được đặt hàng vào ngày 22 tháng 8, 1940 cho hãng J. Samuel White tại Cowes, Isle of Wight trong Chương trình Chiến tranh Khẩn cấp 1940 và được đặt lườn vào ngày 28 tháng 11, 1941. Việc chế tạo bị kéo dài do xưởng tàu bị hư hại do bị ném bom, nên nó chỉ được hạ thủy vào ngày 3 tháng 2, 1943 và hoàn tất vào ngày 19 tháng 5, 1943. Con tàu được cộng đồng dân cư thuộc hạt Anglesey ở xứ Wales đỡ đầu trong khuôn khổ cuộc vận động gây quỹ Tuần lễ Tàu chiến năm 1942. Tên nó được đặt theo rừng săn cáo Talybont tại Ceredigion thuộc xứ Wales, và là chiếc tàu chiến duy nhất của Hải quân Anh được đặt cái tên này.

## Lịch sử hoạt động

### 1943
Sau khi hoàn tất chạy thử máy, Talybont chuyển đến Scapa Flow vào tháng 5, 1943, nơi nó gia nhập Hạm đội Nhà và tiếp tục được trang bị hoàn thiện, rồi được điều đến Plymouth vào tháng 7 và gia nhập Chi hạm đội Khu trục 15. Con tàu đảm nhiệm việc tuần tra và hộ tống vận tải ven biển tại khu vực eo biển Manche và Bắc Hải.
Vào ngày 22 tháng 10, Talybont cùng tàu tuần dương hạng nhẹ Charybdis (88) và các tàu khu trục Rocket (H92), Grenville (R97), Stevenson (L16), Wensleydale (L86) và Limbourne (L57) tham gia Chiến dịch Tunnel nhằm ngăn chặn chiếc tàu buôn Đức Munsterland chở nguyên liệu cao su và kim loại vượt phong tỏa. Kế hoạch tác chiến của Anh được vạch ra gấp gáp, huy động những tàu chiến sẵn có; trong khi con tàu Đức được hộ tống bởi sáu tàu quét mìn và hai tàu tuần tra trang bị radar và sau đó được tăng cường thêm năm tàu phóng lôi. Trong trận Sept-Îles diễn ra vào ngày hôm sau, Charybdis bị đánh chìm bởi ngư lôi trong khi Limbourne hư hại nặng khi hầm đạn nổ tung và phải bị đánh đắm sau đó. Nó quay trở về Plymouth vào ngày 24 tháng 10.
Vào ngày 2 tháng 12, Talybont bị hư hại do tai nạn va chạm với một tàu buôn, và phải vào ụ tàu để sửa chữa.

### 1944
Hoàn tất việc sửa chữa vào tháng 1, 1944, Talybont tiếp nối nhiệm vụ tuần tra và hộ tống vận tải ven biển cùng chi hạm đội. Vào ngày 5 tháng 2, nó tham gia cùng các tàu chị em Tanatside (L69), Brissenden (L79) và Wensleydale (L86) đối đầu với các tàu phóng lôi và tàu quét mìn đối phương ngoài khơi bờ biển Brittany. Sang tháng 5, nó cùng với Tanatside và Melbreak (L73) được biệt phái sang Lực lượng O dưới quyền chỉ huy chung của Hải quân Hoa Kỳ và tiến hành thực tập đổ bộ nhằm chuẩn bị cho Chiến dịch Neptune, hoạt động hải quân trong khuôn khổ cuộc đổ bộ Normandy.
Sang đầu tháng 6, Talybont đi đến Portland để tham gia Đoàn tàu O1 thuộc lực lượng đổ bộ. Đoàn tàu lên đường vào ngày 5 tháng 6, và vào chính ngày D 6 tháng 6, nó tham gia cùng các thiết giáp hạm Hoa Kỳ Texas (BB-35) và Arkansas (BB-33), tàu tuần dương hạng nhẹ Glasgow (C21), các tàu tuần dương Montcalm và Georges Leygues thuộc lực lượng Pháp tự do trong thành phần Lực lượng Bắn phá C để hỗ trợ cho cuộc đổ bộ tại bãi Omaha. Từ ngày hôm sau, nó đảm trách bắn hải pháo hỗ trợ lực lượng trên bộ, bảo vệ các đoàn tàu vận tải và tuần tra tại khu vực Lực lượng Đặc nhiệm phía Tây.
Vào ngày 11 tháng 6, Talybont đối đầu với với hai tàu phóng lôi E-Boat để bảo vệ cho đoàn tàu vận tải, và vào ngày 17 tháng 6, nó bị hư hại nhẹ do hỏa lực pháo bờ biển đối phương ngoài khơi bán đảo Cherbourg, tiếp tục bị hỏa lực trên bờ bắn phá vào các ngày 1 và 3 tháng 7. Đến ngày 23 tháng 7, nó cùng tàu frigate Thornborough (K574) và ba xuồng phóng lôi đánh chặn tàu bè đối phương triệt thoái lực lượng khỏi Le Havre; và trong một đợt càn quét vào ngày 26 tháng 7, nó đánh chìm một tàu đối phương.
Talybont tiếp tục hoạt động tại vùng eo biển Manche cho đến tháng 10, khi nó được điều sang Chi hạm đội Khu trục 16 đặt căn cứ tại Harwich, và đảm trách việc tuần tra và hộ tống vận tải tại Bắc Hải, đồng thời ngăn chặn tàu rải mìn đối phương xâm nhập khu vực cửa sông Thames. Nó mắc tai nạn va chạm với một tàu buôn vào ngày 9 tháng 11, bị thủng lườn tàu ở phía đuôi, và đã quay về Chatham để sửa chữa hai ngày sau đó.

### 1945
Sau khi hoàn tất sửa chữa, Talybont gia nhập trở lại chi hạm đội vào tháng 2, 1945, tiếp nối nhiệm vụ tuần tra và hộ tống vận tải tại Bắc Hải. Đến tháng 5, nó được dự định để cử sang hoạt động tại Viễn Đông, nên được tái trang bị tại Chatham, được bổ sung đồ dằn để tăng cường sự ổn định. Sang tháng 7, nó đi đến Malta, Địa Trung Hải để đại tu. Tuy nhiên, do chiến tranh đã kết thúc nên kế hoạch cử nó sang Viễn Đông bị hủy bỏ, và con tàu gia nhập Hạm đội Địa Trung Hải đặt căn cứ tại Malta.
Vào tháng 1, 1947, Talybont bị hư hại nặng do va chạm với một xác tàu dưới mặt nước tại Haifa, Israel. Nó được sửa chữa tại Malta trước khi quay trở về Anh, và được đưa về thành phần dự bị tại Portsmouth. Con tàu được sử dụng như tàu huấn luyện cố định tại Rosyth trước khi được đưa vào danh sách loại bỏ vào năm 1961. Nó được bán cho hãng BISCO, và được tháo dỡ bởi hãng Shipbreaking Industries tại Charlestown gần Rosyth vào ngày 14 tháng 2, 1961.